# 페르디난트 포르셰

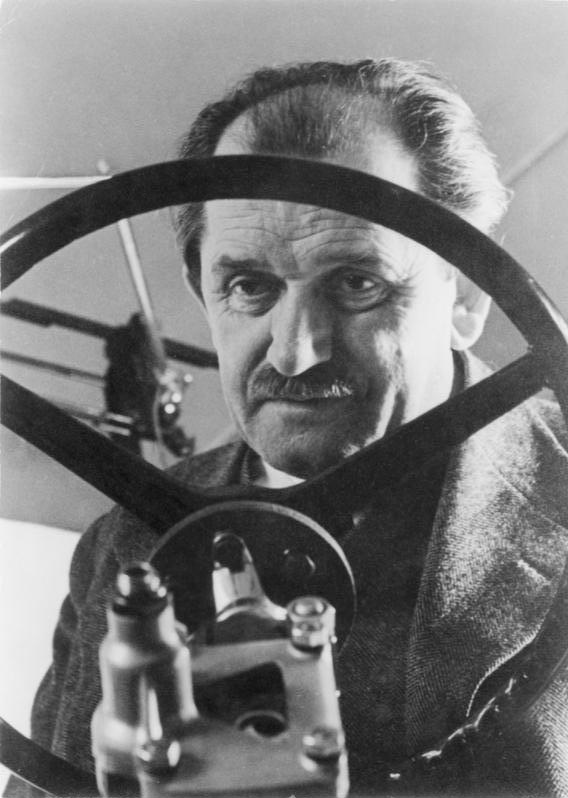
페르디난트 포르셰

페르디난트 포르셰(독일어: Ferdinand Porsche, 1875년 9월 3일 ~ 1951년 1월 30일)는 체코 주데텐란트 라이헨베르크에서 출생한 독일의 자동차 공학자(공학박사)이다.

## 소속
- 前 독일 베를린 훔볼트 대학교 기계공학과 석좌교수
- 前 오스트리아 빈 공과대학교 기계공학과 전임교수
- 前 독일 뮌헨 공과대학교 기계공학과 초빙교수

## 생애
1875년 체코 주데텐란트 라이헨베르크에서 태어난 그는 어린 나이에도 불구하고, 기계공학에 상당한 능력이 있었다. 그는 1930년 수평대향식 엔진을 장착한 '국민차'라는 뜻을 가진 폭스바겐 비틀(Volkswagen Beetle)을 제작했다. 제2차 세계대전 중에는 독일의 탱크 티거 1과 티거 2 등을 디자인하기도 했다(티거 포르쉐)(페르디난드,등).하지만 이로 인해 전범으로 몰려 종전 후 프랑스에서 체포되어 복역해야 했고, 그런 와중에도 스포츠카의 디자인을 계속했으며, 초대 비틀의 플랫폼으로 포르쉐 356을 설계했다. 폭스바겐 비틀은 이후 폭스바겐과 포르쉐를 이어 준 모델이 되기도 했다. 그는 1951년에 뇌졸중으로 사망하였다.

## 가족 관계
아들로는 페리 포르셰, 딸로는 루이제 포르셰가 있으며, 루이제 포르셰와 결혼한 안톤 피에히는 이후 포르쉐의 엔지니어 출신으로 폭스바겐 그룹 이사회 회장이 되는 페르디난트 피에히의 아버지가 된다. 그리고 페리의 아들이고 페르디난트의 손자인 볼프강 포르셰가 벤델린 비데킹의 후임으로 포르쉐의 회장을 맡고 있다.